# Oecomys sydandersoni
Oecomys sydandersoni é uma espécie arbórea de roedor do gênero Oecomys. Ele vive em manchas de floresta em uma pequena área no leste da Bolívia. É uma espécie de tamanho médio, pesando cerca de 45g, com pelo principalmente acinzentado e acastanhado e pés traseiros curtos e largos com almofadas plantares bem desenvolvidas.

## Taxonomia
Uma expedição do Museu Americano de História Natural liderada por Sydney Anderson coletou os três primeiros espécimes de Oecomys sydandersoni em 1964 e 1965. O material foi mencionado de passagem em um relatório sobre as larvas de larva da região e provisoriamente identificado como O. concolor em publicações da década de 1990. Durante estudos no Parque Nacional Noel Kempff Mercado (NKMNP) de 1997 a 2006, a zoóloga do Smithsonian Louise Emmons e colegas de trabalho obtiveram uma grande série de Oecomys, incluindo quatro espécies—Oecomys bicolor, Oecomys roberti, Oecomys trinitatis e uma quarta espécie que não puderam identificar ao nível de espécie. Em 2009, Michael Carleton, Louise Emmons e Guy Musser descreveram o último como uma nova espécie, Oecomys sydandersoni, referindo-se a ele os espécimes coletados na década de 1960 e previamente identificados como O. concolor. Eles batizaram a nova espécie em homenagem a Sydney Anderson em homenagem a seu trabalho sobre a fauna de mamíferos bolivianos, incluindo a primeira coleção de O. sydandersoni.

## Descrição
Oecomys sydandersoni é de tamanho médio para seu gênero, sendo maior que, por exemplo, O. bicolor, mas menor que O. concolor e O. mamorae. Sua pelagem curta, macia e fina é de um marrom ocráceo brilhante a amarelado claro nas partes superiores, mudando moderadamente abruptamente para as partes inferiores geralmente cinza. O pelo do queixo, garganta e parte da barriga é totalmente branco. A cabeça é mais acinzentada que o resto das partes superiores e as pálpebras são pretas. Pêlos curtos cobrem finamente as orelhas externas, que são de cor marrom a marrom-acinzentada. Os pés traseiros curtos e largos são brancos sujos e mostram alguns caracteres típicos do gênero, incluindo almofadas plantares bem desenvolvidas e tufos de cabelo nos dedos e um quinto dedo longo. A cauda é ligeiramente mais longa do que a cabeça e o corpo em média, mas relativamente curta para o gênero. É uniformemente marrom, mas com uma porção um pouco mais pálida abaixo perto de sua base. Pelo ralo, a cauda termina em um lápis rudimentar. Não há evidências de dimorfismo sexual.